# Ichneumon chasmodops
Ichneumon chasmodops är en stekelart som beskrevs av Heinrich 1961. Ichneumon chasmodops ingår i släktet Ichneumon och familjen brokparasitsteklar. Inga underarter finns listade i Catalogue of Life.